# Тейлор, Джон Брайан
Джон Брайан Тейлор (8 декабря 1946, США штат Нью-Йорк) — профессор экономики в Стэнфордском университете и старший научный сотрудник Джорджа Шульца по экономике в Институте Гувера при Стэнфордском университете. Он был членом президентского Совета экономических консультантов во время правления Джорджа Буша-старшего и старшим экономистом Совета экономических консультантов при администрациях Форда и Картера.

## Образование
Тейлор окончил школу Shady Side Academy. Степень бакалавра экономики получил в Принстонском университете в 1968 году с дипломной работой под названием «Политика фискальной и монетарной стабилизации в модели циклического роста». В 1973 году получил докторскую степень по экономике в Стэнфордском университете.

## Научный вклад
Исследования Тейлора, включая правило Тейлора и построение кривой компромисса политики с использованием эмпирических моделей рациональных ожиданий оказали значительное влияние на экономическую теорию и политику. Бывший председатель Федеральной резервной системы США Бен Бернанке сказал, что влияние Тейлора на монетарную теорию и политику было глубоким, а председатель Федеральной резервной системы Джанет Йеллен отметила, что работа Тейлора повлияла на то, как политики и экономисты анализируют экономику и подход к денежно-кредитной политике.
Тейлор внес вклад в разработку математических методов решения макроэкономических моделей, в том числе в статье журнала о политической экономии в1975 году он показал, как постепенное обучение может быть включено в модели с рациональными ожиданиями.
В 1977 году Тейлор и Эдмунд Фелпс, одновременно со Стэнли Фишером, показали, что денежно-кредитная политика полезна для стабилизации экономики если цены или заработная плата являются нестабильными. Это продемонстрировало, что некоторые из ранних идей кейнсианской теории в экономики оставались верными при рациональных ожиданиях. Томас Сарджент и Нил Уоллес утверждали, что рациональные ожидания сделают макроэкономическую политику бесполезной для стабилизации экономики.
Тейлор разработал поэтапную модель контракта с перекрывающимися заработной платой и ценообразованием, которая стала одним из строительных блоков новокейнсианской макроэкономики, которая перестроила большую часть традиционной макромодели на основе рациональных ожиданий.
Тейлор установил баланс между волатильностью инфляции и производительностью, который позже назвали «кривой Тейлора».
Уравнение процентной ставки Тейлора стало известно как «правило Тейлора» и в настоящее время оно широко признано в качестве эффективной формулы для принятия финансовых решений.

## Публикации
- Тейлор, Джон Б .; Фелпс, Эдмунд С. (февраль 1977 год) «Стабилизирующие силы денежно-кредитной политики при рациональных ожиданиях». Журнал политической экономии . 85 (1): 163-90. CiteSeerX 10.1.1.741.1432 . doi : 10.1086 / 260550 . JSTOR 1828334.
- Тейлор, Джон Б. (октябрь 1975 год). «Денежно-кредитная политика при переходе к рациональным ожиданиям». Журнал политической экономии . 83 (5): 1009-22. CiteSeerX 10.1.1.740.3676 . doi : 10.1086 / 260374 . JSTOR 1830083.
- Тейлор, Джон Б. (май 1979 год). Msgstr «Постановка заработной платы в макромодели». Американский экономический обзор . Американская Экономическая Ассоциация . 69 (2): 108—113. JSTOR 1801626.
- Тейлор, Джон Б. (сентябрь 1979 год). «Оценка и контроль макроэкономической модели с рациональными ожиданиями». Эконометрика . 47 (5): 1267-86. CiteSeerX 10.1.1.741.8996 . doi : 10.2307 / 1911962 . JSTOR 1911962.
- Тейлор, Джон Б. (декабрь 1980). «Экономия от масштаба, дифференциация продукции и структура торговли». Американский экономический обзор . Американская Экономическая Ассоциация. 70 (5): 950-59. JSTOR 1805774.
- Тейлор, Джон Б. (1986), «Новые эконометрические подходы к стабилизационной политике в моделях макроэкономических колебаний». Глава 34 Справочника по эконометрике, вып. 3, Z. Griliches и MD Intriligator, eds. Elsevier Science Publishers.
- Джон Б. Тейлор, Харальд Улиг. Справочное руководство по макроэкономике. Книга 1. Факты об экономическом росте и экономических колебаниях / Переводчик Кирилл Сосунов. — Издательский дом «Дело» РАНХиГС, 2019. — 528 с. — (Академический учебник). — ISBN 978-5-7749-1475-3.

## Участие в конференциях и различных комитетах
Джон Тейлор является Членом Института Гувера, в который входят более 190 влиятельных экономистов и бизнесменов, и членом экономического факультета Стэнфордского университета.